# ويت هوت أميريكان سمر: فيرست داي أو كامب
ويت هوت أميريكان سمر:فيرست داي أو كامب (بالإنجليزية: Wet Hot American Summer: First Day of Camp)‏ هو مسلسل هجائي كوميدي قصير أمريكي، تم إنتاجه في 2015 ، وهو من تأليف وإخراج ديفيد واين وقصة المسلسل مستوحاة من فلم ندى الصيف الأمريكي الحار وألذي أُنتج في سنة 2001 وقد قامت شركة نتفليكس بنشرهِ، وقد تم البدأ في عرضه في يوم 31 يوليو 2015.

## وصلات خارجية
- ويت هوت أميريكان سمر: فيرست داي أو كامب على موقع IMDb (الإنجليزية)
- ويت هوت أميريكان سمر: فيرست داي أو كامب على موقع ميتاكريتيك (الإنجليزية)
- ويت هوت أميريكان سمر: فيرست داي أو كامب على موقع روتن توميتوز (الإنجليزية)
- ويت هوت أميريكان سمر: فيرست داي أو كامب على موقع نتفليكس (الإنجليزية)
- ويت هوت أميريكان سمر: فيرست داي أو كامب على موقع أول موفي (الإنجليزية)
- ويت هوت أميريكان سمر: فيرست داي أو كامب على موقع فيلمافينيتي (الإسبانية)
- ويت هوت أميريكان سمر: فيرست داي أو كامب على موقع ليتربوكسد (الإنجليزية)
- ويت هوت أميريكان سمر: فيرست داي أو كامب على موقع كينوبويسك (الروسية)
- ويت هوت أميريكان سمر: فيرست داي أو كامب على موقع ألو سيني (الفرنسية)
- ويت هوت أميريكان سمر: فيرست داي أو كامب على موقع قاعدة بيانات الفيلم (الإنجليزية)

- ندى الصيف الأمريكي الحار: أول يوم في المخيم على قاعدة بيانات الأفلام على الإنترنت.
- الموقع الرسمي.
- الإعلان على اليوتيوب.